# Psilotarsus turkestanicus
Psilotarsus turkestanicus är en skalbaggsart som först beskrevs av Semenov 1888.  Psilotarsus turkestanicus ingår i släktet Psilotarsus och familjen långhorningar.
Artens utbredningsområde är Turkmenistan. Inga underarter finns listade i Catalogue of Life.